# Liste von Sakralbauten in Wolfsburg
Die Liste von sakralen Gebäuden in Wolfsburg umfasst Kirchengebäude sowie zwei Moscheen und zwei Versammlungsräume von Juden in der Stadt Wolfsburg in Niedersachsen.

## Kurze Geschichte der Wolfsburger Sakralbauten
Der Kirchenbau in dem 1938 als „Stadt des KdF-Wagens bei Fallersleben“ gegründeten Wolfsburg entwickelte sich in den 1950er Jahren, als viele Kirchenbauten entstanden, die von unterschiedlichen Architekten entworfen wurden. Daher wird die Stadt auch als „Museum modernen Kirchenbaus“ bezeichnet. Daneben finden sich eine Vielzahl von alten Kirchen, da auf dem Gebiet der heutigen Stadt Wolfsburg schon vor der Stadtgründung zahlreiche Dörfer und Kleinstädte existierten, die heute Stadtteile der Großstadt sind.
Nach der Stadtgründung waren für die Stadt Kirchen bewusst nicht vorgesehen. 

„Inzwischen sind Dokumente aus dem Bundesarchiv zugänglich, die belegen, dass bereits vor der Erstellung der genannten Stadtpläne Hitler entschieden den Bau von Kirchen in der Stadt abgelehnt hat – aber zugleich angeordnet wurde, dass er nicht mi[t] dieser seiner Entscheidung in Verbindung gebracht werden wollte.“

Neben zahlreichen Kirchen entstanden zwei Moscheen sowie die Versammlungsräume zweier jüdischer Gemeinden.
Darüber hinaus gibt es Hauskapellen in der Missione Cattolica Italiana, im Edith-Stein-Zentrum und seit 2015 auch in der Volkswagen Arena. Das Klinikum Wolfsburg bietet einen Raum der Stille, der eine christliche Kapelle und eine muslimische Gebetsecke umfasst.
Die folgende Auflistung zeigt eine Übersicht von Sakralbauten in Wolfsburg.

## Bestehende Kirchengebäude
| Bild | Name                                                     | Konfession                                                   | Stadtteil     | Architekt                         | Einweihungs-/ Baujahr | Bemerkungen                                                                      |
| ---- | -------------------------------------------------------- | ------------------------------------------------------------ | ------------- | --------------------------------- | --------------------- | -------------------------------------------------------------------------------- |
|      | Kapelle                                                  | evangelisch-lutherisch                                       | Almke         | ?                                 | ?                     |                                                                                  |
|      | St.-Marien-Kirche                                        | evangelisch-lutherisch                                       | Alt-Wolfsburg | ?                                 | 1697                  |                                                                                  |
|      | Stephanuskirche                                          | evangelisch-lutherisch                                       | Detmerode     | Alvar Aalto                       | 1968                  |                                                                                  |
|      | St.-Ludgeri-Kirche                                       | evangelisch-lutherisch                                       | Ehmen         | Eberhard Julius Eduard Wendebourg | 1897                  |                                                                                  |
|      | Michaeliskirche                                          | evangelisch-lutherisch                                       | Fallersleben  | Christian Gottlob Langwagen       | 1805                  |                                                                                  |
|      | Evangelische Gemeinschaft Fallersleben                   | evangelisch-lutherisch                                       | Fallersleben  | ?                                 | 1981–83               | gehört zum Ohofer Gemeinschaftsverband                                           |
|      | St.-Nicolai-Kirche                                       | evangelisch-lutherisch                                       | Hattorf       | ?                                 | ?                     |                                                                                  |
|      | St.-Pankratius-Kirche                                    | evangelisch-lutherisch                                       | Hehlingen     | ?                                 | 1178                  |                                                                                  |
|      | St.-Adrian-Kirche                                        | evangelisch-lutherisch                                       | Heiligendorf  | ?                                 | 1153                  |                                                                                  |
|      | Gemeindehaus am Reislinger Markt                         | evangelisch-lutherisch                                       | Hellwinkel    | Titus Taeschner                   | 1964                  |                                                                                  |
|      | St.-Annen-Kirche                                         | evangelisch-lutherisch                                       | Heßlingen     | ?                                 | 1200 (ca.)            | 1302 erstmals erwähnt                                                            |
|      | Kreuzkirche                                              | evangelisch-lutherisch                                       | Hohenstein    | Gustav Gsaenger                   | 1957                  |                                                                                  |
|      | St.-Johannes-Kirche                                      | evangelisch-lutherisch                                       | Kästorf       | P. G. Lachmann                    | 1960–62               |                                                                                  |
|      | Heilig-Geist-Kirche                                      | evangelisch-lutherisch                                       | Klieversberg  | Alvar Aalto                       | 1962                  |                                                                                  |
|      | Pauluskirche                                             | evangelisch-lutherisch                                       | Laagberg      | Gerhard Langmaack                 | 1960                  |                                                                                  |
|      | St.-Petri-Kirche                                         | evangelisch-lutherisch                                       | Mörse         | ?                                 | 1235 (ca.)            |                                                                                  |
|      | Kirche                                                   | evangelisch-lutherisch                                       | Neindorf      | ?                                 | ?                     |                                                                                  |
|      | St.-Nicolai-Kirche                                       | evangelisch-lutherisch                                       | Nordsteimke   | ? / Gaehlert                      | 1235/1904             | 1904 Kirchenschiff abgerissen und neu erbaut durch Baurat Gaehlert aus Helmstedt |
|      | St.-Markus-Kirche                                        | evangelisch-lutherisch                                       | Reislingen    | Friedrich Berndt                  | 1962–65               |                                                                                  |
|      | Christuskirche                                           | evangelisch-lutherisch                                       | Schillerteich | Gerhard Langmaack                 | 1950–51               |                                                                                  |
|      | Stadtmission                                             | evangelisch-lutherisch                                       | Schillerteich | ? / Gustav Kannwischer            | 1952/2005             | 2005 durch Kannwischer erweitert, gehört zum Ohofer Gemeinschaftsverband         |
|      | Markuskirche                                             | evangelisch-lutherisch                                       | Sülfeld       | ?                                 | 1318                  |                                                                                  |
|      | St.-Thomas-Gemeindehaus                                  | evangelisch-lutherisch                                       | Teichbreite   | ?                                 | 1968–69               |                                                                                  |
|      | Martin-Luther-Kirche                                     | evangelisch-lutherisch                                       | Velstove      | Friedrich Berndt                  | 1961                  |                                                                                  |
|      | St.-Petrus-Kirche                                        | evangelisch-lutherisch                                       | Vorsfelde     | ?                                 | 1302                  | Propsteikirche                                                                   |
|      | Johanneskirche                                           | evangelisch-lutherisch                                       | Vorsfelde     | Heinz Röcke / Klaus Renner        | 1966–67               | 1972 Kirchturm erbaut                                                            |
|      | Heiliggeistkirche                                        | evangelisch-lutherisch                                       | Wendschott    | Werner Taeger                     | 1971                  |                                                                                  |
|      | Bonhoeffer-Kirche                                        | evangelisch-lutherisch                                       | Westhagen     | Wilhelm Wacker                    | 1974/1995             |                                                                                  |
|      | St.-Bernward-Kirche                                      | römisch-katholisch                                           | Alt-Wolfsburg | Robert Otto                       | 1963–65               |                                                                                  |
|      | St.-Raphael-Kirche                                       | römisch-katholisch                                           | Detmerode     | Toni Hermanns                     | 1972–73               |                                                                                  |
|      | St.-Marien-Kirche                                        | römisch-katholisch                                           | Fallersleben  | Josef Fehlig                      | 1953–54               |                                                                                  |
|      | St.-Christophorus-Kirche                                 | römisch-katholisch                                           | Schillerteich | Peter Koller                      | 1950–51               |                                                                                  |
|      | St.-Michael-Kirche                                       | römisch-katholisch                                           | Vorsfelde     | Josef Fehlig                      | 1952                  |                                                                                  |
|      | bis 2015: St.-Joseph-Kirche seither: Kirche am Wohltberg | bis 2015: römisch-katholisch seither: evangelisch-lutherisch | Wohltberg     | Peter Koller                      | 1956–57               | von der ChristusBrüderGemeinde genutzt                                           |
|      | Friedenskirche                                           | evangelisch-methodistisch                                    | Stadtmitte    | Guhl und Winter                   | 1955                  |                                                                                  |
|      | Kirche                                                   | neuapostolisch                                               | Köhlerberg    | ?                                 | 1955                  | später erweitert                                                                 |
|      | Kirche                                                   | neuapostolisch                                               | Fallersleben  | ?                                 | 1971–72               |                                                                                  |
|      | Adventhaus                                               | adventistisch                                                | Kreuzheide    | Matthias Koller                   | 1974                  |                                                                                  |
|      | Adventhaus                                               | adventistisch                                                | Laagberg      | Matthias Koller                   | 1966                  |                                                                                  |
|      | Evangelische freie Gemeinde                              | baptistisch                                                  | Westhagen     | ?                                 | 1984                  | 2010 erworben; bis 2007 Sitz der Immanuelgemeinde                                |
|      | Immanuelgemeinde                                         | baptistisch                                                  | Westhagen     | Carsten Holthuis                  | 2007                  |                                                                                  |
|      | Erlöserkirche                                            | baptistisch                                                  | Wohltberg     | Hans-Joachim Valentin/Hans Hinze  | 1960/1981             |                                                                                  |
|      | St.-Michaelsgemeinde                                     | selbständig evangelisch-lutherisch                           | Westhagen     | Peter Koller jun.                 | 1976                  |                                                                                  |
|      | Reformierte Kirche                                       | evangelisch-reformiert                                       | Klieversberg  | Hans-Joachim Valentin             | 1959–61               |                                                                                  |
|      | Christliches Veranstaltungszentrum Wolfsburg             | freikirchlich                                                | Fallersleben  | ?                                 | ?                     |                                                                                  |
|      | Evangelische Freikirche Kreuzheide                       | Gemeinde Gottes                                              | Kreuzheide    | ?                                 | 2000                  |                                                                                  |
|      | er.lebt Kirche                                           | mennonitisch                                                 | Westhagen     | ?                                 | 1984                  |                                                                                  |
|      | Königreichssaal                                          | Zeugen Jehovas                                               | Heßlingen     | ?                                 | ?                     | Versammlung Wolfsburg-Ost                                                        |
|      | Königreichssaal                                          | Zeugen Jehovas                                               | Wohltberg     | ?                                 | ?                     | Versammlung Wolfsburg-West                                                       |

## Ehemalige Kirchengebäude
| Bild | Name                                           | Konfession                | Stadtteil     | Architekt             | Einweihungs-/ Baujahr | Bemerkungen |
| ---- | ---------------------------------------------- | ------------------------- | ------------- | --------------------- | --------------------- | --- |
|      | Arche                                          | evangelisch-lutherisch    | Stadtmitte    | Peter Lehrecke        | 1972                  | 2008 profaniert und zur Jugendherberge umgebaut                                                                                                 |
|      | Kirche/Gemeindehaus                            | neuapostolisch            | Vorsfelde     | ?                     | ?                     | 2008 abgerissen |
|      | Johanneshaus                                   | evangelisch-lutherisch    | Rabenberg     | ?                     | ?                     | Gemeindehaus, 2016 abgerissen |
|      | Hauskapelle des Seniorenzentrums St. Elisabeth | römisch-katholisch        | Schillerteich | Töschner / Wacker     | 1979                  | 2016 profaniert, 2017 abgerissen |
|      | St.-Elisabeth-Kirche                           | römisch-katholisch        | Westhagen     | Josef Fehlig          | 1977–78               | 2016 profaniert, 2022 als städtische Begegnungsstätte wiedereröffnet                                                                            |
|      | St.-Heinrich-Kirche                            | römisch-katholisch        | Rabenberg     | Peter Koller jun.     | 1960–61               | 2019 profaniert |
|      | Erlöserkirche                                  | evangelisch-methodistisch | Ehmen         | Hans-Joachim Valentin | 1963                  | 2019 geschlossen |
|      | Kirche/Gemeindehaus                            | Apostelamt Jesu Christi   | Wohltberg     | ?                     | 1961                  | als „Johanneskapelle“ der Methodistischen Kirche (MK) eingeweiht und bis 1968 von ihr genutzt, in den 2010er Jahren geschlossen und abgerissen. |

## Weitere sakrale Gebäude
| Bild | Name                | Religion         | Stadtteil     | Architekt              | Einweihungs-/ Baujahr | Bemerkungen                                                          |
| ---- | ------------------- | ---------------- | ------------- | ---------------------- | --------------------- | -------------------------------------------------------------------- |
|      | Al-Salam-Moschee    | muslimisch       | Steimker Berg | Koller-Heitmann-Schütz | 2006                  | Teil des Islamischen Kulturzentrums, besitzt kein Minarett           |
|      | Eyüp-Sultan-Moschee | muslimisch       | Stadtmitte    | ?                      | ?                     | Moschee der Türkisch Islamischen Gemeinde zu Wolfsburg e. V. (DITIB) |
|      | Versammlungsraum    | orthodox-jüdisch | Sandkamp      | ?                      | ?                     | 2007 eingeweiht                                                      |
|      | Versammlungsraum    | liberal-jüdisch  | Stadtmitte    | ?                      | 2013                  | bis 2013 Alessandro-Volta-Straße, bis 2019 Seilerstraße 4            |